# Beogradske općine
Beogradske općine (srpski: Београдске општине) su gradske općine Grada Beograda. Gradska općina je dio teritorija Grada Beograda u kojoj se vrše određeni poslovi lokalne samouprave utvrđeni Statutom grada. Građani sudjeluju u izvršavanju poslova gradske općine preko izabranih odbornika u skupštinu gradske općine, putem građanske inicijative, zbora građana i referenduma, sukladno Ustavom, zakonom, Statutom grada i aktima gradske općine.

## Tijela gradske općine
(Osnovni) organi gradske općine su skupština gradske općine, predsjednik gradske općine, veće gradske općine i uprava gradske općine.
- Skupština gradske općine ima od 19 do 75 vijećnika, koje građani biraju na neposrednim izborima, tajnim glasovanjem, na 4 godine, a shodnom primjenom zakona o lokalnim izborima. Predsjednika skupštine i zamjenika predsjednika skupštine bira Skupština gradske općine iz reda vijećnika.
- Predsjednik gradske općine je predsjednik vijeća gradske općine, a bira ga Skupština općine iz reda vijećnika (na 4 godine, tajnim glasovanjem, većinom glasova svih vijećnika), a na prijedlog predsjednika skupštine gradske općine, dok njegovog zamjenika bira na isti način (na prijedlog kandidata za predsjednika gradske općine).
- Veće gradske općine čine predsjednik gradske općine, zamjenik predsjednika gradske općine i najviše 11 članova. Članove vijeća gradske općine bira skupština gradske općine iz reda vijećnika i iz reda građana (istovremeno s izborom predsjednika općine i njegovog zamjenika), a na prijedlog kandidata za predsjednika općine.
- Uprava gradske općine je jedinstven organ, kojim rukovodi načelnik uprave gradske općine (koji može imati i zamjenika) a koje postavlja veće gradske općine na period od 5 godina, a na osnovu javnog oglasa.

## Općine
| Ime          | Površina (km²) | Stanovnika (1991.) | Stanovnika (2002.) |
| ------------ | -------------- | ------------------ | ------------------ |
| Barajevo     | 213            | 20.846             | 24.641             |
| Čukarica     | 156            | 150.257            | 168.508            |
| Grocka       | 289            | 65.735             | 75.466             |
| Lazarevac    | 384            | 57.848             | 58.511             |
| Mladenovac   | 339            | 54.517             | 52.490             |
| Novi Beograd | 41             | 218.633            | 217.773            |
| Obrenovac    | 411            | 67.654             | 70.975             |
| Palilula     | 451            | 150.208            | 155.902            |
| Rakovica     | 31             | 96.300             | 99.000             |
| Savski Venac | 14             | 45.961             | 42.505             |
| Sopot        | 271            | 19.977             | 20.390             |
| Stari Grad   | 5              | 68.552             | 55.543             |
| Surčin       | 285            | 52.000             | 54.000             |
| Voždovac     | 148            | 156.373            | 151.768            |
| Vračar       | 3              | 67.438             | 58.386             |
| Zemun        | 154            | 176.158            | 136.645            |
| Zvezdara     | 32             | 135.694            | 132.621            |
| Ukupno       | 3227           | 1.552.151          | 1.576.124          |
| [ 1 ]        |                |                    |                    |

## Vanjske poveznice
- Stalna konferecija gradova i općina